# Heminothrus paolianus
Heminothrus paolianus är en kvalsterart som först beskrevs av Berlese 1913.  Heminothrus paolianus ingår i släktet Heminothrus och familjen Camisiidae. Inga underarter finns listade i Catalogue of Life.